# Just Philippot
Pour les articles homonymes, voir Philippot.
Just Philippot, né le 18 février 1982 à Paris,, est un réalisateur français.

## Biographie
Avant de réaliser plusieurs courts métrages, Just Philippot suit des études à l'Université Paris-VIII où il obtient, en 2007, un master en cinéma. Il y rencontre le directeur de la photographie Pierre Dejon, avec qui il travaillera sur la plus grande partie de ses films. Après une fable fantastique, À minuit ici tout s'arrête, Just Philippot coécrit et réalise Ses souffles, drame naturaliste autour d'une mère et sa fille. Le court métrage est primé dans de nombreux festivals et présélectionné aux César du cinéma. Le film suivant du réalisateur est un documentaire de création ayant la forme d'un portrait de son frère handicapé Gildas. Ce n'est qu'en 2018, avec le court métrage Acide, que Just Philippot retrouve une veine plus fantastique, sous forme de cette fuite en quasi-temps réel qui est remarquée dans de nombreux festivals (notamment le Festival du film de Sundance) et de nouveau présélectionnée aux César. 
Son premier long métrage, La Nuée (d’après un scénario de Jérôme Genevray et Franck Victor), est sélectionné au Festival de Cannes 2020 dans le cadre de la Semaine de la critique. Très bien reçu par la presse, le film est ensuite sélectionné au Festival de Gérardmer où il remporte les prix du public et de la critique. Cet accueil vaut à Just Philippot d'être parfois considéré comme « l’un des maîtres d’un nouveau cinéma français dit de genre ».  Après une sortie prévue en novembre 2020, La Nuée sort finalement en salles en France en 2021, avec une diffusion mondiale sur Netflix. Au même moment, le réalisateur poursuit l’écriture de son second long métrage, Acide, soutenu quelques mois auparavant par l'aide au film de genre du Centre national du cinéma et de l'image animée. Ce long métrage est présenté au  Festival de Cannes 2023, dans le cadre des « Séances de minuit », avant de sortir en salles en septembre.
Just Philippot réalise à partir d'avril 2023, pour HBO France, un feuilleton tout d’abord intitulé La Mythomane du Bataclan inspirée de l'ouvrage d'Alexandre Kauffmann paru aux Éditions Goutte d'Or en 2021. Il prend finalement le titre d’Une amie dévouée lors de la diffusion sur la plate-forme Max en octobre 2024 avec Laure Calamy dans le rôle principal.

## Filmographie

### Cinéma

#### Courts métrages
- 2011 : À minuit, ici tout s'arrête
- 2015 : Ses souffles
- 2016 : Gildas a quelque chose à nous dire
- 2018 : Acide

#### Longs métrages
- 2020 : La Nuée
- 2023 : Acide

### Télévision
- 2024 : Une amie dévouée (feuilleton)